# Bensen B-8
Bensen B-8 là một loại autogyro cỡ nhỏ một chỗ, được phát triển tại Hoa Kỳ trong thập niên 1950.

## Biến thể

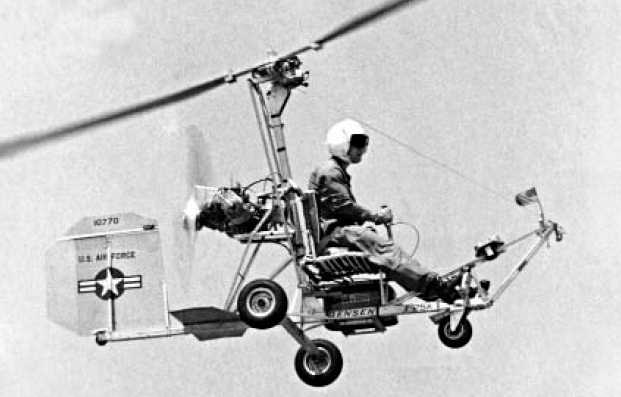
X-25A 68-10770

- B-8 Gyro-Glider
- B-8B Hydro-Boat
- B-8M Gyro-Copter
  - B-8MH Hover-Gyro
  - B-8MJ Gyro-Copter
  - B-8MW Hydro Copter
  - X-25A
- B-8 Super Bug
  - B-8HD Super Gyro-Copter
- B-8V
- B-8W Hydro-Glider
- X-25B

## Tính năng kỹ chiến thuật (B-8M)

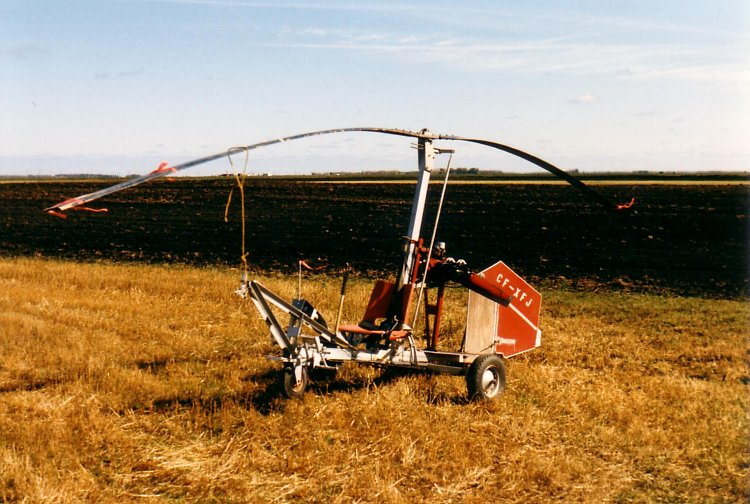
Bensen B-8M, 1988

Dữ liệu lấy từ Jane's All The World's Aircraft 1982–83
Đặc điểm tổng quát
- Kíp lái: 1
- Chiều dài: 11 ft 3 in (3.43 m)
- Đường kính rô-to chính:    20 ft 0 in (6.91 m)
- Chiều cao: 6 ft 3 in (1.90 m)
- Diện tích rô-to chính: 314 ft2 (29.17 m2)
- Trọng lượng rỗng: 247 lb (112 kg)
- Trọng lượng có tải: 500 lb (227 kg)
- Động cơ: 1 × McCulloch 4318AX, 72 hp (54 kW) mỗi chiếc

Hiệu suất bay
- Vận tốc cực đại: 55 mph (137 km/h)
- Tầm bay: 100 dặm (160 km)
- Thời gian bay: 1,5 giờ
- Trần bay: 12.500 ft (3.800 m)
- Vận tốc lên cao: 1.000 ft/min (5,1 m/s)